# Port lotniczy Manaus
Port lotniczy Manaus (IATA: MAO, ICAO: SBEG) – międzynarodowy port lotniczy położony w Manaus, w stanie Amazonas, w Brazylii. Port lotniczy został otwarty w 1976. Nosi imię brazylijskiego polityka i wodza Eduardo Gomesa (1896-1981).
W 2009 roku lotnisko uplasowało się na 14 miejscu pod względem obsłużonych pasażerów, 19 w zakresie operacji lotniczych, i 3 pod względem przeładunków w Brazylii, umieszczając go wśród najbardziej ruchliwych lotnisk w kraju. Jest obsługiwany przez Infraero.

## Historia
Port lotniczy Eduardo Gomesa zastąpił pierwsze lotnisko w Manaus "Ponta Pelada" w 1976 roku. Dzisiaj Ponta Pelada jest Bazą lotniczą i jest wykorzystywana wyłącznie do celów wojskowych. 
Budowa rozpoczęła się w 1972 roku, a lotnisku została oficjalnie otwarte 31 marca 1976 roku, stając się jednym z najnowocześniejszych lotnisk w Brazylii w tym czasie i pierwszym w Brazylii z posiadającym rękawy. Pierwszym samolotem, który wylądował na lotnisku był wojskowy De Havilland Canada DHC-5 Buffalo. Pierwsze planowe loty obsługiwane przez brazylijskie regularne linie lotnicze Serviços Aéreos Cruzeiro do Sul został wykonany samolotem Boeing 737-200 i pierwszy międzynarodowy lot liniowy był obsługiwany przez Air France Boeing 747-100 lotem z Paryża i Kajenny do Limy. 
Lotnisko posiada dwa budynki terminali pasażerskich. Terminal 1 obsługuje loty krajowe, a Terminal 2 lory międzynarodowe. Jeśli chodzi o terminale cargo, port lotniczy posiada ich trzy, otwarte w 1976, 1980 i 2004. Mają łączną powierzchnię 49 000 m² i może przetworzyć do 12 000 t na miesiąc.

## Linie lotnicze i połączenia
- American Airlines (Miami)
- Azul Linhas Aéreas (Belém-Val de Cans, Campinas-Viracopos, Cuiabá, Fortaleza, Porto Velho, Recife, Rio de Janeiro-Santos Dumont, Salvador da Bahia)
  - TRIP Linhas Aéreas (Altamira, Barcelos, Belém-Val de Cans, Belo Horizonte-Confins, Boa Vista, Coari, Cuiabá, Eirunepé, Fonte Boa, Humaitá, Itaituba, Lábrea, Parintins, Porto de Trombetas, Porto Velho, Rio Branco, Salvador da Bahia, Santa Isabel do Rio Negro, Santarém, São Gabriel da Cachoeira, São Paulo-Guarulhos, São Paulo de Olivença, Tabatinga, Tefé)
- Conviasa (Porlamar)
- Copa Airlines (Panama)
- Gol Transportes Aéreos (Belém-Val de Cans, Boa Vista, Brasília, Cruzeiro do Sul, Campo Grande, Cuiabá, Curitiba-Afonso Pena, Fortaleza, Foz do Iguaçu, Porto Alegre, Porto Velho, Recife, Rio Branco, Rio de Janeiro-Galeão, Rio de Janeiro-Santos Dumont, Salvador da Bahia, Santarém, São Luís, São Paulo-Guarulhos)
- MAP Linhas Aéreas (Lábrea, Parintins)
- TAM Linhas Aéreas (Aracaju, Belém-Val de Cans, Boa Vista, Brasília, Curitiba-Afonso Pena, Fortaleza, Miami, Porto Alegre, Porto Velho, Recife, Rio de Janeiro-Galeão, Salvador da Bahia, Santarém, São Luis, São Paulo-Guarulhos)
- TAP Portugal (Lizbona) [od 3 czerwca 2014][2]
- Total Linhas Aéreas (Carauari, Coari, Porto Urucu)

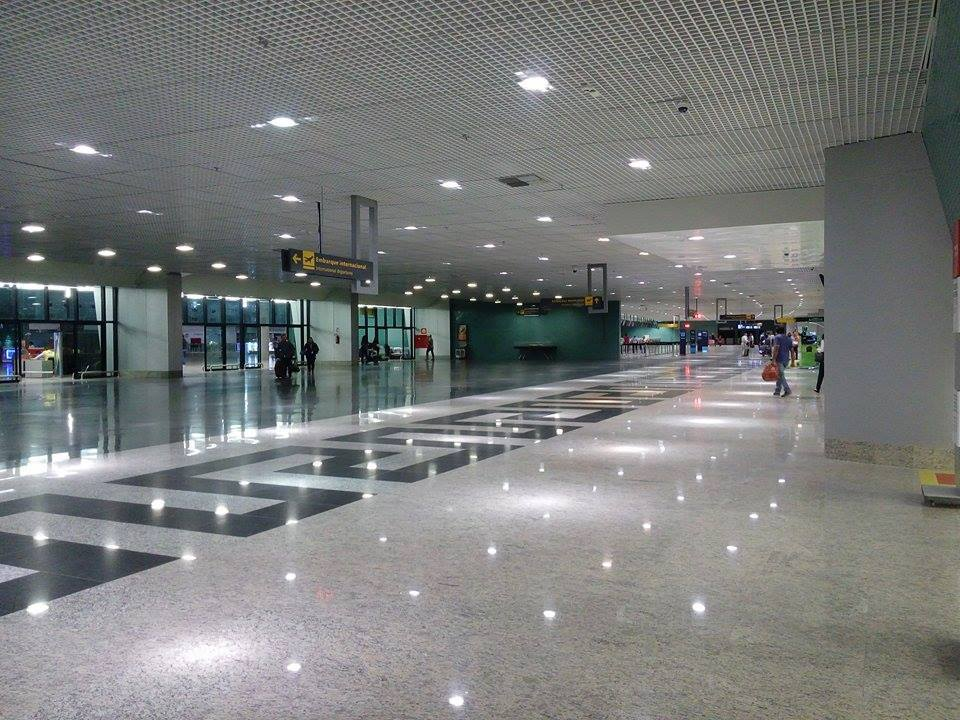
Terminal 1

### Cargo
- ABSA Cargo Airline (Campinas-Viracopos, Fortaleza, Guayaquil, São Paulo-Guarulhos)
- Cargolux (Luksemburg)
- LANCO (Campinas-Viracopos, Miami)
- Master Top Airlines (Campinas-Viracopos, Miami, São Paulo-Guarulhos)

## Wypadki i incydenty

### Wypadki
- 14 maja 2004: lot 4815 Rico Linhas Aéreas obsługiwany przez samolot Embraer 120 "Brasilia" o numerze PT-WRO, w drodze z São Paulo de Olivença i Tefé do Manaus rozbił się w lesie około 18 km od Manaus. Wszyscy z 33 pasażerów i członków załogi zginęła[3].
- 29 września 2006: lot 1907 Gol Transportes Aéreos, Boeing 737-8EH rejestracji PR-GTD na trasie z Manaus do Brasilii zderzył się z odrzutowcem biznesowym Embraer Legacy 600, rozpadając się w powietrzu i rozbił się w lesie w Amazonii na północ od stanu Mato Grosso. Wszystkie 154 osoby na pokładzie zginęły[4].